# Collegio uninominale Lazio 2 - 01 (2017)
Il collegio elettorale uninominale Lazio 2 - 01 è stato un collegio elettorale uninominale della Repubblica Italiana per l'elezione della Camera dei deputati tra il 2017 ed il 2022.

## Territorio
Come previsto dalla legge elettorale italiana del 2017, il collegio era stato definito tramite decreto legislativo all'interno della circoscrizione Lazio 2.
Era formato dal territorio di 57 comuni: Acquapendente, Arlena di Castro, Bagnoregio, Barbarano Romano, Bassano in Teverina, Bassano Romano, Blera, Bolsena, Bomarzo, Calcata, Canepina, Capodimonte, Capranica, Caprarola, Carbognano, Castel Sant'Elia, Castiglione in Teverina, Celleno, Cellere, Civita Castellana, Civitella d'Agliano, Corchiano, Fabrica di Roma, Faleria, Farnese, Gallese, Gradoli, Graffignano, Grotte di Castro, Ischia di Castro, Latera, Lubriano, Marta, Monte Romano, Montefiascone, Monterosi, Nepi, Onano, Oriolo Romano, Orte, Piansano, Proceno, Ronciglione, San Lorenzo Nuovo, Soriano nel Cimino, Sutri, Tessennano, Tuscania, Valentano, Vallerano, Vasanello, Vejano, Vetralla, Vignanello, Villa San Giovanni in Tuscia, Viterbo e Vitorchiano.
Il collegio era quindi interamente compreso nella provincia di Viterbo.
Il collegio era parte del collegio plurinominale Lazio 2 - 01.

## Eletti
| Elezione | Elezione | Deputato      | Partito           |
| -------- | -------- | ------------- | ----------------- |
|          | 2018     | Mauro Rotelli | Fratelli d'Italia |

## Dati elettorali

### XVIII legislatura
Come previsto dalla legge elettorale, 232 deputati erano eletti con sistema a maggioranza relativa in altrettanti collegi uninominali a turno unico.
| Candidati              | Candidati               | Voti    | %     | Liste                                | Voti    | %     |
| ---------------------- | ----------------------- | ------- | ----- | ------------------------------------ | ------- | ----- |
|                        | Mauro Rotelli ✔️ Eletto | 65 443  | 39,95 | Lega                                 | 65 443  | 39,95 |
| Forza Italia           | Mauro Rotelli ✔️ Eletto | 65 443  | 39,95 | 21 285                               | 12,99   |       |
| Fratelli d'Italia      | Mauro Rotelli ✔️ Eletto | 65 443  | 39,95 | 12 810                               | 7,82    |       |
| Noi con l'Italia - UDC | Mauro Rotelli ✔️ Eletto | 65 443  | 39,95 | 1 615                                | 0,99    |       |
|                        | Elisa Galeani           | 53 222  | 32,49 | Movimento 5 Stelle                   | 53 222  | 32,49 |
|                        | Giuseppe Fioroni        | 31 950  | 19,50 | Partito Democratico                  | 27 796  | 16,97 |
| +Europa                | Giuseppe Fioroni        | 31 950  | 19,50 | 2 770                                | 1,69    |       |
| Civica Popolare        | Giuseppe Fioroni        | 31 950  | 19,50 | 750                                  | 0,46    |       |
| Italia Europa Insieme  | Giuseppe Fioroni        | 31 950  | 19,50 | 634                                  | 0,39    |       |
|                        | Umberto Ciucciarelli    | 4 391   | 2,68  | CasaPound                            | 4 391   | 2,68  |
|                        | Patrizia Berlenghini    | 3 879   | 2,37  | Liberi e Uguali                      | 3 879   | 2,37  |
|                        | Roberta Leoni           | 2 087   | 1,27  | Potere al Popolo!                    | 2 087   | 1,27  |
|                        | Massimo Recchioni       | 1 101   | 0,67  | Partito Comunista                    | 1 101   | 0,67  |
|                        | Guido Pianeselli        | 815     | 0,50  | Il Popolo della Famiglia             | 815     | 0,50  |
|                        | Valeria Ricca           | 185     | 0,11  | Per una Sinistra Rivoluzionaria      | 185     | 0,11  |
|                        | Alessandro Diotallevi   | 138     | 0,08  | Lista del Popolo per la Costituzione | 138     | 0,08  |
|                        | —                       | 594     | 0,36  | Italia agli Italiani                 | 594     | 0,36  |
| Totale                 | Totale                  | 163 805 | 100   |                                      | 163 805 | 100   |
|                        |                         |         |       |                                      |         |       |
| Voti non validi        | Voti non validi         | 6 012   | 3,54  |                                      |         |       |
| Votanti                | Votanti                 | 169 817 | 76,36 |                                      |         |       |
| Elettori               | Elettori                | 222 392 |       |                                      |         |       |